# Алиша Клас
Алиша Клас (на английски: Alisha Klass) е американска порнографска актриса, родена на 3 януари 1972 г. в град Чино, щата Калифорния, САЩ.

## Награди
- 1998: NightMoves награда за най-добра нова звезда (избор на авторите)[3]
- 1999: AVN награда за най-добра нова звезда.[4]
- 1999: AVN награда за най-добра сцена с анален секс – „Tushy Heaven“ (със Сийн Мичъл и Саманта Стил).[4]
- 1999: AVN награда за най-добра сцена с групов секс – „Tushy Heaven“ (със Сийн Мичъл, Саманта Стил, Уенди Найт и Хали Естън).[4]
- 1998: NightMoves награда за най-добра актриса (избор на феновете)[3]
- 2012: AVN зала на славата.[5]